# Peter Volkelt
Peter Johannes Volkelt (* 26. Juni 1914 in Jena; † 21. Januar 2002 in Ebersdorf bei Coburg) war ein deutscher Kunsthistoriker.

## Leben
Peter Volkelt wurde als Sohn des Pädagogen Hans Volkelt, wiederum Sohn des Philosophen Johannes Volkelt, und seiner Frau Gertrud Volkelt, Tochter des Chemikers Arthur Hantzsch geboren. Er lernte an der Steyberschen Schule und von 1925 bis 1934 die Thomasschule zu Leipzig. Bis 1940 studierte er dann Kunstgeschichte, Archäologie und Volkskunde an der Friedrich-Wilhelms-Universität in Berlin. Von 1941 bis 1945 diente er als Soldat in der Wehrmacht und geriet kurzzeitig in sowjetische Kriegsgefangenschaft.

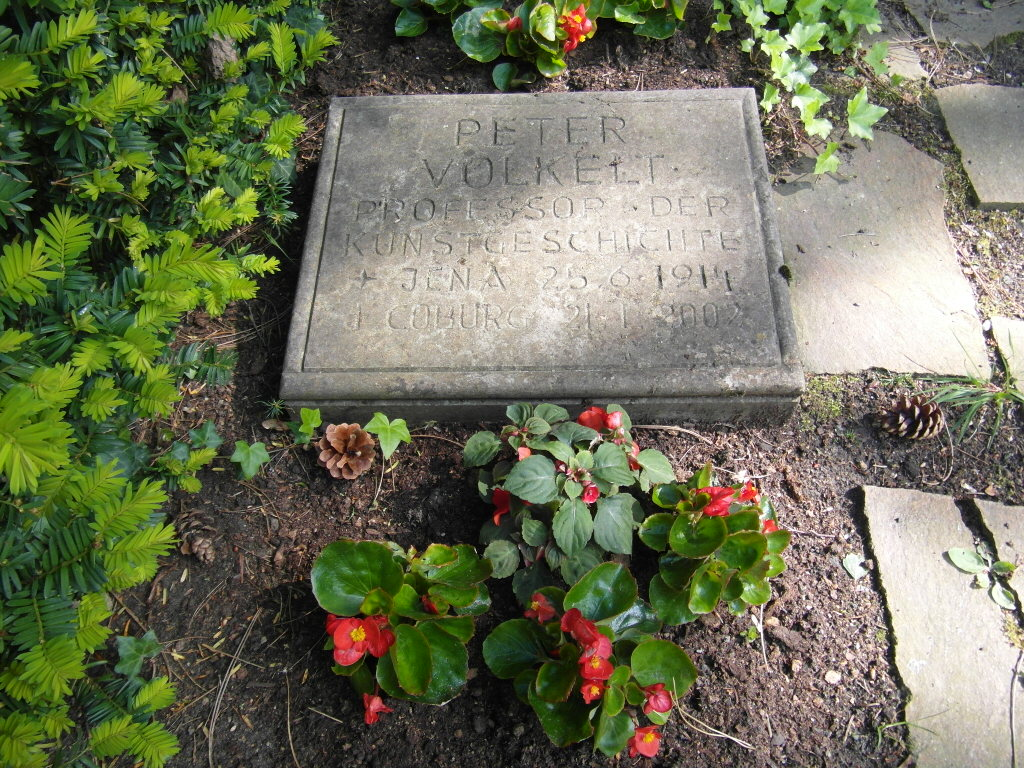
Grabstein Peter Volkelt innerhalb der Familiengrabstätte Johannes Volkelt

Aus politischen Gründen ging er in die amerikanische Besatzungszone und arbeitete ab 1947 im Bildarchiv Foto Marburg. 1948 wurde er Mitarbeiter an der Philipps-Universität Marburg. 1949 promovierte er sich zum Dr. phil. Zu seinen Professoren zählten Theodor Hetzer, Hermann Beenken, Johannes Jahn, Wilhelm Pinder, Richard Hamann und Richard Hamann-Mac Lean. Auf Empfehlung von Josef Adolf Schmoll genannt Eisenwerth wurde er 1951 Assistent an der Universität des Saarlandes. 1957 wurde er Kustos. Er habilitierte sich 1966 und wurde 1969 Oberkustos. 1971 wurde er außerplanmäßiger Professor. Von 1977 bis 1980 war er Vorsitzender des Historischen Vereins für die Saargegend.